# رود کدون
رود کدون (روسی: Кедон) یک رود در استان ماگادان کشور روسیه است.